# Warren Spahn
Pour les articles homonymes, voir Spahn.
Warren Spahn (né le 23 avril 1921 à Buffalo dans l'État de New York, décédé le 24 novembre 2003 à Broken Arrow en Oklahoma) est parmi les plus célèbres lanceurs des ligues majeures de baseball. Il a passé 21 ans dans les ligues majeures, et a gagné plus de 19 parties 13 fois, y compris 23 gagnées pour 7 perdues quand il avait 42 ans. Il est classé premier pour les victoires depuis 1920 et le premier des gauchers de tous les temps. Il était relativement capable comme frappeur, avec une moyenne de 0,194 et 35 coups de circuit et 189 points produits en 783 parties comme frappeur. En revanche, la moyenne des joueurs qui frappaient contre lui était 0,235. Son total de circuits est classé 3e parmi les lanceurs après Bob Lemon (37) et Wes Ferrel (38).
Il a mené la Ligue nationale 8 fois en victoires, trois fois à la moyenne de points mérités, a remporté le trophée Cy Young en 1957: 21 gagnées pour 11 perdues. Surtout, il est classé 5e pour les victoires après Cy Young, Walter Johnson, Christy Mathewson et Grover Cleveland Alexander. Le Prix Warren Spahn a été donné au meilleur lanceur gaucher depuis 1999, la même année où il a été élu à l'équipe du siècle.
Il a joué 21 saisons en 24 ans parce qu'il a passé trois ans dans le United States Army pendant la Seconde Guerre mondiale entre 1943 et 1945 où il a remporté les médailles Purple Heart et Bronze Star.

## Carrière

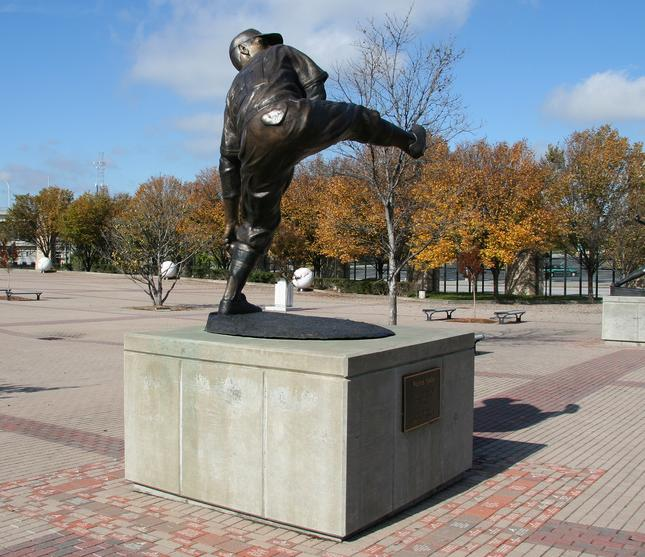
Statue de Warren Spahn à Turner Field.

### Débuts
Après des études secondaires à la South Park High School de Buffalo, Warren Spahn signe comme agent libre amateur chez les Boston Bees en 1940 puis entame son parcours en Ligues mineures avec les Bradford Bees (D, 1940), les Evansville Bees (B, 1941) et les Hartford Bees (A, 1942). Il fait ses débuts en Ligue majeure avec les Braves de Boston, nouveau nom des Bees, le 19 avril 1942. Spahn ne joue que quatre parties au plus haut niveau en 1942 à la suite d'une prise de bec avec son manager Casey Stengel. Il doit se contenter d'évoluer principalement avec les Hartford Bees.
À la fin de la saison 1942, Spahn s'engage dans l'armée américaine pour prendre part à la Seconde Guerre mondiale. Il participe notamment à la bataille des Ardennes et est décoré de la Purple Heart et de la Bronze Star pour bravoure.

### Retour gagnant au jeu
Spahn retrouve les terrains de Ligue majeure en 1946. Dès 1947, il mène la Ligue nationale en matière d'ERA et un bilan de 21 victoires pour 10 défaites. C'est la première de ses treize saisons à 20 victoires minium.

## Statistiques

### Au monticule
| W   | L   | ERA  | G   | GS  | CG  | SHO | SV | IP     | H    | ER   | HR  | BB   | SO   |
| 363 | 245 | 3,09 | 750 | 665 | 382 | 63  | 29 | 5243,2 | 4830 | 1798 | 434 | 1424 | 2583 |

### Au bâton
| Parties jouées | AB   | R   | H   | 2B | 3B | HR | RBI | SB | CS | BB | SO  | BA    | OBP   | SLG   | TB  | SH | HBP |
| 783            | 1872 | 141 | 363 | 57 | 6  | 35 | 189 | 4  | 4  | 81 | 487 | 0,194 | 0,234 | 0,287 | 537 | 68 | 7   |